# Andrade El Idolo
Manuel Alfonso Andrade Oropeza (n. 3 noiembrie 1989, Ejido Seis de Octubre, Gómez Palacio⁠(d), Durango, Mexic), mai bine cunoscut sub numele de ring Andrade El Idolo sau simplu Andrade, este un wrestler profesionist mexican care lucrează în prezent în Lucha Libre AAA Worldwide (AAA) si All Elite Wrestling (AEW). Acesta a lucrat in Mexic pentru Consejo Mundial de Lucha Libre ca La Sombra si in Statele Unite ale Americii pentru World Wrestling Entertainment ca Andrade "Cien" Almas (mai tarziu prescurtat ca Andrade). Datorita contractului cu CMLL, Andrade a lucrat de asemenea si pentru compania japoneza New Japan Pro-Wrestling.

## Viața personală
Începând cu februarie 2019 Andrade se află într-o relație cu luptătoarea din World Wrestling Entertainment, Charlotte Flair. Pe 1 ianuarie 2020 cuplul a anunțat că urmeaza să se căsătoarească.

## Titluri și premi
- Consejo Mundial de Lucha Libre

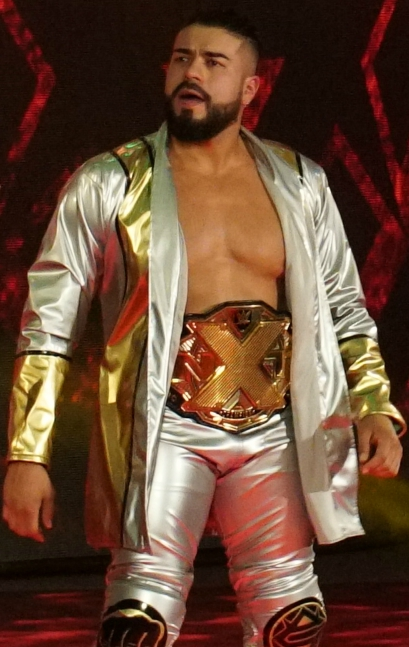
Almas ca campion NXT

  - CMLL Universal Championship (2011)
  - CMLL World Tag Team Championship (1 dată) – cu Volador Jr.
  - CMLL World Trios Championship (1 time) – cu Máscara Dorada și La Máscara
  - Mexican National Trios Championship (1 time) – cu El Sagrado și Volador Jr.
  - NWA World Welterweight Championship (1 dată)
  - NWA World Historic Middleweight Championship (1 dată)
  - NWA World Historic Welterweight Championship (2 ori)
  - La Copa Junior (2012)
  - Cuadrangular de Parejas (2014) – cu Omar Brunetti
  - Reyes del Aire (2013, 2015)
  - Torneo Corona (2008) – cu Metalik
  - Torneo Gran Alternativa (2007) – cu Místico
  - Torneo Nacional de Parejas Increibles (2013) – cu Volador Jr.
  - CMLL Bodybuilding Contest (2012 – Advanced)
  - CMLL Tag Team of the Year (2009) – cu Volador Jr.
  - CMLL Technico of the Year (2010)
  - CMLL Trio of the Year (2010) – cu Máscara Dorada și La Máscara
- Lucha Libre Azteca
  - LLA Azteca Championship (1 dată)
- New Japan Pro-Wrestling
  - IWGP Intercontinental Championship (1 dată)
- Pro Wrestling Illustrated
  - Ranked No. 52 of the top 500 singles wrestlers in the PWI 500 în 2013
- WWE
  - NXT Championship (1 dată)
- Wrestling Observer Newsletter
  - 5 Star Match (2018) vs. Johnny Gargano pe 27 ianuarie la NXT TakeOver: Philadelphia

## Legături externe
- Andrade "Cien" Almas pe Facebook
- Andrade "Cien" Almas pe Twitter
- La Sombra la Internet Movie Database